# Joseph Mesdach de ter Kiele
Joseph Charles Frédéric Mesdach, genaamd Mesdach de ter Kiele, (Veurne 5 januari 1788 - Brussel, 1 februari 1834) was een Belgisch volksvertegenwoordiger.

## Levensloop
Hij was een zoon van Willem-Frans-Jozef Mesdach (1746-1819), advocaat en in de Franse tijd raadslid bij de prefectuur van het Scheldedepartement, en van Angèle Walwein. Hij trouwde in 1820 met Sophie Van Ruymbeke (1799-1849).
Na in 1810 gepromoveerd te zijn tot licentiaat in de rechten aan de École de Droit in Brussel, werd hij:
- substituut van de procureur in Veurne (1811-1812),
- substituut van de procureur in 's-Hertogenbosch (1812-1813),
- substituut, vervolgens procureur des Konings in Kortrijk (1815-1825),
- procureur des Konings in Antwerpen (1825-1830),
- raadsheer bij het Hoog Gerechtshof en vervolgens bij het hof van beroep in Brussel (1831-1834).

Mesdach doorliep, naast zijn carrière als magistraat, een dubbele parlementaire carrière:
- van 1819 tot 1829 was hij lid van de Tweede Kamer,
- in oktober 1831 werd hij verkozen tot unionistisch volksvertegenwoordiger voor het arrondissement Veurne en vervulde dit mandaat tot in oktober 1832. Hij gaf toen de voorkeur aan een ambt in de magistratuur en werd benoemd tot raadsheer bij het hof van beroep in Brussel.

## Familie
De Mesdachs deden hun stamboom opklimmen tot in de veertiende eeuw, met een Louis Mesdach die kamerheer en raadgever was van graaf Lodewijk van Male.
De laatste onder het ancien régime was Willem Mesdach (1746-1819), die in 1782 opname in de adel verkreeg met de persoonlijke titel van ridder. Hij liet zich niet bevestigen in zijn adellijke status (of had er de tijd niet meer voor) onder het Verenigd Koninkrijk.
Dit deed wel zijn oudste zoon, Louis Mesdach (1784-1857) die nog net onder het Verenigd Koninkrijk der Nederlanden, op 24 mei 1830 adelserkenning verkreeg en op 6 augustus de titel van ridder.
Joseph volgde hem hierin niet, en bleef burger, ook al werd hij meestal als 'jonkheer' betiteld. Het zijn Josephs' twee zoons die in 1862 adelserkenning verkregen en die in 1869 de toevoeging 'de ter Kiele' bij hun naam bekwamen.
Die twee zoons waren:
- Louis Mesdach (1821-1882), burgerlijk ingenieur,
- Charles-Jean Mesdach (1825-1915), procureur-generaal bij het Hof van Cassatie.

Zowel de titel als de naamverlenging waaronder Joseph Mesdach bekendstaat, bezat hij dus formeel niet.
De naam is in 1973 uitgestorven bij de dood van de kleindochter van Charles-Jean, Yvonne Mesdach (1890-1973), weduwe van graaf Hermann d'Oultremont (1882-1943).